# Leopold Fitzinger
Leopold Joseph Franz Johann Fitzinger, (ur. 13 kwietnia 1802 w Wiedniu, zm. 20 września 1884 w Hietzing, obecnie dzielnica Wiednia) – austriacki zoolog, specjalizujący się w reptiliologii i ichtiologii.

## Życiorys
Urodził się w 1802 w Wiedniu. W wieku 14 lat rozpoczął pracę jako praktykant w aptece. Rok później rozpoczął wolontariat w Hofnaturalienkabinett, który później został przekształcony w Muzeum Historii Naturalnej w Wiedniu. W 1821 objął posadę urzędnika państwowego. W 1826 opublikował pracę zatytułowaną: Nowa klasyfikacja gadów na podstawie ich gatunkowego pokrewieństwa ((niem.): Neue classification der reptilien nach ihren natürlichen verwandtschaften), a w 1843 Systema Reptilium. W latach 1844–61 pracował na stanowisku asystenta kustosza w Hofnaturalienkabinett. Od 1848 był członkiem Wiedeńskiej Akademii Nauk. W 1862 został kierownikiem prywatnego ogrodu zoologicznego w Monachium, a w 1863 dyrektorem zoo w Peszcie. W swoich pracach zajmował się głównie gatunkami gadów i ryb, ale publikował także prace o gatunkach innych kręgowców. Otrzymał dwa tytuły doktora honoris causa, na Uniwersytecie Albrechta w Królewcu i Uniwersytecie w Halle.